# Hydaticus laetabilis
Hydaticus laetabilis är en skalbaggsart som beskrevs av Régimbart 1899. Hydaticus laetabilis ingår i släktet Hydaticus och familjen dykare. Inga underarter finns listade i Catalogue of Life.